# Fumin (sockenhuvudort i Kina, Heilongjiang Sheng, lat 47,15, long 126,71)
Fumin (kinesiska: 福民, 福民乡) är en sockenhuvudort i Kina. Den ligger i provinsen Heilongjiang, i den nordöstra delen av landet, omkring 160 kilometer norr om provinshuvudstaden Harbin. Antalet invånare är 20 434. Befolkningen består av 9 904 kvinnor och 10 530 män. Barn under 15 år utgör 12,0 %, vuxna 15-64 år 80 %, och äldre över 65 år 7,0 %.
Runt Fumin är det ganska tätbefolkat, med 199 invånare per kvadratkilometer. Närmaste större samhälle är Gongrong, 10,6 km öster om Fumin. Trakten runt Fumin består till största delen av jordbruksmark.
Genomsnittlig årsnederbörd är 913 millimeter. Den regnigaste månaden är juli, med i genomsnitt 286 mm nederbörd, och den torraste är januari, med 8 mm nederbörd.